# Episcada sexpunctata
Episcada sexpunctata är en fjärilsart som beskrevs av Felix Bryk 1953. Episcada sexpunctata ingår i släktet Episcada och familjen praktfjärilar. Inga underarter finns listade i Catalogue of Life.